# Ralf van der Rijst
Ralf van der Rijst (ur. 16 marca 1977 w Woerden) – holenderski łyżwiarz szybki, srebrny medalista mistrzostw świata.

## Kariera
Największy sukces w karierze Ralf van der Rijst osiągnął w 2003 roku, kiedy zdobył srebrny medal w biegu na 1500 m podczas dystansowych mistrzostw świata w Berlinie. W zawodach tych rozdzielił na podium swego rodaka, Erbena Wennemarsa i Joeya Cheeka z USA. Był to jedyny medal wywalczony przez niego na międzynarodowej imprezie tej rangi. W tej samej konkurencji był też czwarty na rozgrywanych rok później mistrzostwach świata w Seulu, przegrywając walkę o medal z Erbenem Wennemarsem. W 2003 roku był też piąty na wielobojowych mistrzostwach Europy w Heerenveen. Tylko raz stanął na podium zawodów Pucharu Świata: 7 marca 2003 roku w Heerenveen był trzeci w biegu na 1500 m. Najlepsze wyniki osiągnął w sezonie 2003/2004, kiedy był czternasty w klasyfikacji końcowej 1500 m. Nigdy nie wystąpił na igrzyskach olimpijskich. W 2007 roku zakończył karierę.